# NGC 4401
NGC 4401 is een H-II-gebied in het sterrenbeeld Jachthonden, die op 2 januari 1786 werd ontdekt door William Herschel. 

## Synoniemen
- MCG 6-27-53
- ZWG 187.42